# Nefelina
La nefelina és un mineral de la classe dels silicats (tectosilicats) que rep el seu nom del grec nephele (núvol).

## Característiques
És un tectosilicat d'alumini i sodi, en què el sodi és en part substituït per potassi o algunes vegades per calci. Des del mes d'abril de 2018, la fórmula química de la nefelina és Na₃K(Al₄Si₄O16) degut a una decisió executiva presa pels oficials de la CNMNC de l'IMA. La nefelina es presenta com a masses de color gris o vermellós, amb bona fractura i amb cristalls hexagonals de brillantor grassa. Els cristalls de nefelina són rars i pertanyen al sistema hexagonal, generalment amb la forma d'un prisma curt, de sis cares acabat pel pla basal. Aquest mineral s'empra en la fabricació de peces de ceràmica i vidre.
Segons la classificació de Nickel-Strunz, la nefelina pertany a «09.FA - Tectosilicats sense H₂O zeolítica, sense anions addicionals no tetraèdrics» juntament amb els següents minerals: kaliofil·lita, kalsilita, panunzita, trikalsilita, yoshiokaïta, megakalsilita, malinkoïta, virgilita, lisitsynita, adularia, anortoclasa, buddingtonita, celsiana, hialofana, microclina, ortosa, sanidina, rubiclina, monalbita, albita, andesina, anorthita, bytownita, labradorita, oligoclasa, reedmergnerita, paracelsiana, svyatoslavita, kumdykolita, slawsonita, lisetita, banalsita, stronalsita, danburita, maleevita, pekovita, lingunita i kokchetavita.

## Formació i jaciments
La nefelina es troba en abundància en les roques eruptives. És un component fonamental en les roques anomenades sienites nefelíticas, roques ígnies que són comuns en ambients de formació alcalins. Als territoris de parla catalana ha estat descrita a la zona Volcànica de la Garrotxa, a l'illa Grossa d'Els Columbrets (País Valencià) i al volcà Cerro de Agras (Cofrents, Vall de Cofrents).

## Varietats
Es coneixen tres varietats de nefelina:
- L'elaeolita, una varietat massiva amb brillantor oliosa o greixosa (fatstone), de color gris a verd o blau.[6]
- L'eleolita, una varietat translúcida i massiva amb una lluentor resinosa ben visible. En general, verdosa o vermellosa.[7]
- El germanat-nefelina, una nefelina sintètica amb germani en lloc de silici.[8]